# Maserati 3500 GT
Maserati 3500 GT (Tipo 101) и Maserati GT 3500 Convertibile (Tipo 101/C) — 2-х дверные автомобили-родстеры класса GT с кузовом купе или кабриолет, построенные итальянским производителем автомобилей Maserati между 1957 и 1964 годами. Эта модель стала первой в истории компании на рынке серийного производства автомобилей класса Gran Turismo.

## История
Под руководством главного инженера Джулио Альфиери (итал. Giulio Alfieri) был создан прототип четырёхместного двухдверного спорт-купе под именем Maserati 3500 GT, представленный на автошоу в Женеве в марте 1957 года. Это был дебют компании Maserati в производстве обычных дорожных автомобилей, после выпуска исключительно гоночных болидов. Кузов был разработан в компании Touring (Милан).
Автомобиль выпускался до 1964 года, и всего было выпущено 1983 автомобиля модели Maserati 3500.
Приобретали данный автомобиль, преимущественно, люди из высшего общества, среди которых были принц Монако — Ренье III, Энтони Куин, Альберто Сорди. В первый же год было продано 119 автомобилей, а к 1961 году был продан 500-й автомобиль.